# Даниел Уайлдинг
Даниел „Дан“ Уайлдинг (на английски: Daniel „Dan“ Wilding) е английски барабанист.

## Биография
Даниел Уайлдинг започва да свири на барабани на 10-годишна възраст и на 16-годишна възраст се присъединява към първата си група, наречена Killing Mode. След разпадането на Killing Mode той създава блек метъл група, наречена Misery. През 2007 г. Уайлдинг се присъединява към белгийската дет метъл група Aborted. С тях той записва Strychnine.213, издаден през 2008 г. През 2009 г. напуска Aborted и се присъединява към британската техническа дет метъл група Trigger the Bloodshed. Той също свири на барабани за мелодичната дет метъл група The Soulless и черната дет метъл група The Order of Apollyon. През 2011 г. той започва да служи като барабанист на турне за немската метълкор група Heaven Shall Burn. През 2012 г. е обявено, че Уайлдинг също ще бъде барабанист на грайндкор/дет метъл ветераните Carcass и записва последния им албум, озаглавен Torn Arteries.
Уайлдинг е женен и има две деца.

## Дискография

### С Aborted
- Strychnine.213 (2008, Century Media Records)

### С The Order of Apollyon
- The Flesh (2010, Listenable Records)
- The Sword and the Dagger (2015, Listenable Records)

### С Trigger the Bloodshed
- Degenerate (2010, Rising Records)
- Kingdom Come EP (2011, Independently Released)

### С Heaven Shall Burn
- Veto (2013, Century Media Records, гост изпълнител)

### С Carcass
- Surgical Steel (2013, Nuclear Blast)
- Surgical Remission/Surplus Steel (2014, Nuclear Blast)
- Despicable (2020, Nuclear Blast)
- Torn Arteries (2021, Nuclear Blast)

### СHansen & Friends
- XXX (Three Decades In Metal) (2016)